# منطقه دریای سرخ شمالی
منطقه دریای سرخ شمالی یکی از منطقه‌های شش‌گانه اریتره است.

## خصوصیات
منطقه دریای سرخ شمالی ۲۷٬۸۰۰ کیلومترمربع مساحت و ۸۹۷٬۴۵۴ نفر جمعیت دارد.